# Barry Reed
Barry Clement Reed (Alameda, California; 28 de enero de 1927 - Norwood, Massachusetts; 19 de julio de 2002) fue un litigante y autor de bestsellers estadounidense.

## Vida
Barry Reed nació en Alameda el 28 de enero de 1927. Fue hijo de Clement Barry y Julia Donahue Reed  En 1949 él obtuvo una licenciatura en Ciencias en el College of the Holy Cross. En 1951 Reed se casó con Marie Ash. Tuvo cuatro hijos: Debra, Marie, Susan y Barry. Obtuvo una Licenciatura en Derecho en el Boston College en 1954. En 1955 Reed fue admitido en el Colegio de Abogados del Estado de Massachusetts y abrió una práctica privada en Boston.
Reed se ganó una sólida reputación como abogado y se especializó en negligencia médica, daños personales y litigios civiles. Por su destacada labor jurídica, él fue honrado con el Premio Clarence Darrow a la Excelencia en Litigios. También fue presidente de la Asociación de Abogados Litigantes de Massachusetts, exgobernador de la Academia de Abogados Litigantes de Massachusetts y cofundador de la Sociedad Estadounidense de Derecho y Medicina.
También cabe destacar, que su protegido fue Jan Schlichtmann, un litigante que se hizo famoso por su demanda contra W. R. Grace and Company y Beatrice Foods por casos de muerte por leucemia causados por agua potable contaminada en Woburn, Massachusetts. El caso de Schlichtmann fue la base de una demanda civil que ganó un premio del Círculo Nacional de Críticos de Libros y que también fue llevada al cine.
Además de su práctica legal, Reed fue un autor aclamado. Después de haber publicado dos textos jurídicos, él escribió en 1980 el drama jurídico El veredicto. La novela se centra en un abogado abatido que lucha en un caso de negligencia contra dos médicos destacados, cuya negligencia provocó que una mujer embarazada cayera en coma. El veredicto fue traducido a doce idiomas y filmado con el mismo título en 1982, basándose para ello en un guion de David Mamet. Los actores principales de la película fueron Paul Newman y James Mason. Fue dirigida por Sidney Lumet y estuvo nominada a cinco Premios Óscar, incluidos Mejor Película y Mejor Actor.
Reed murió el 19 de julio de 2002 en Norwood, Massachusetts.

## Obras (extracto)
- 1980: El veredicto: La verdad y nada más que la verdad (título original: The Verdict). En alemán por Sepp Leeb. Heyne, Múnich 1983, ISBN 3-453-01822-2.[5]
- 1991: La Elección: La Decisión (título original: The Choice). En alemán por Wolfgang Neuhaus . Bastei-Verl. Lübbe, Bergisch Gladbach 1993, ISBN 978-3-404-13455-7.[6]
- 1994: The Indictment. Idioma: inglés, St. Martin's Rustics, 1994, ISBN 978-1-56431-083-5.[7]
- 1997: The Deception. Idioma: inglés, St. Martin's Rustics, 1998, ISBN 978-0-312-96494-8.[8]